# تسویاما، اوکایاما
تسویاما در استان اوکایاما در کشور ژاپن واقع شده‌است که دارای جمعیت ۱۰۹٬۴۹۳ نفر و مساحت ۵۰۶٫۳۶ کیلومتر مربع با تراکم جمعیت ۲۱۶ نفر در کیلومترمربع است و در تاریخ ۱۱ فوریه ۱۹۲۹ به عنوان شهر شناخته شد.

## نگارخانه

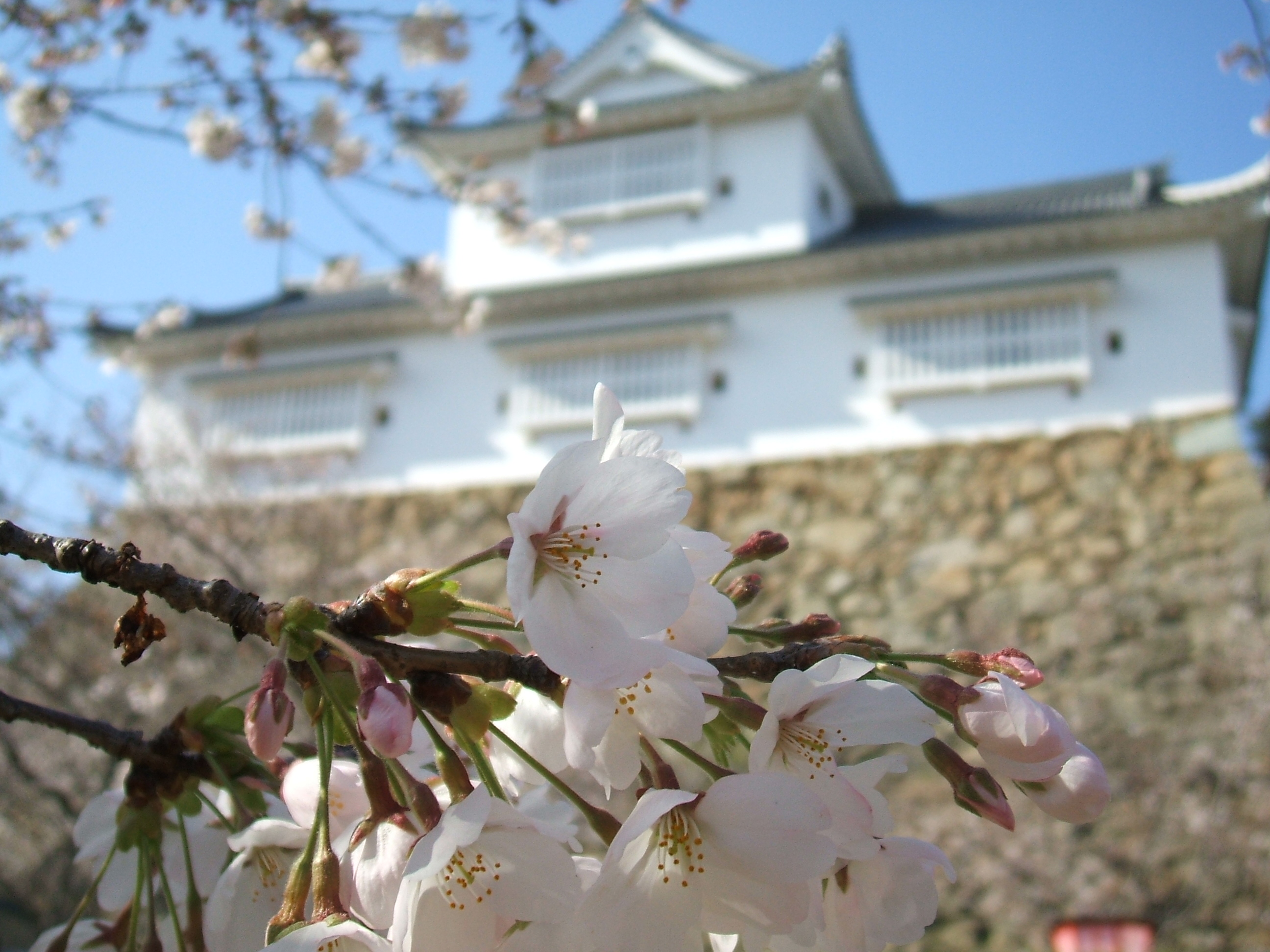
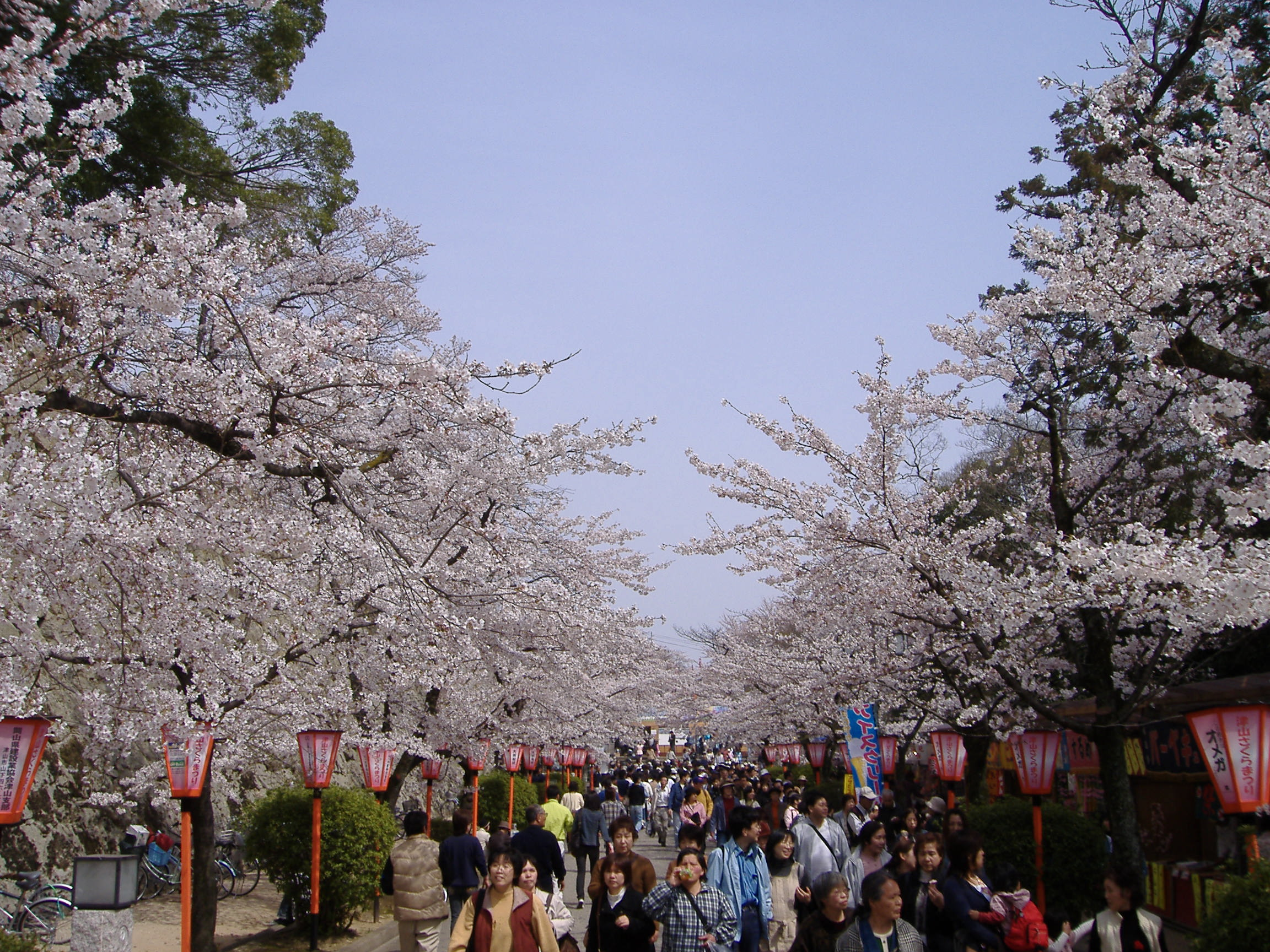
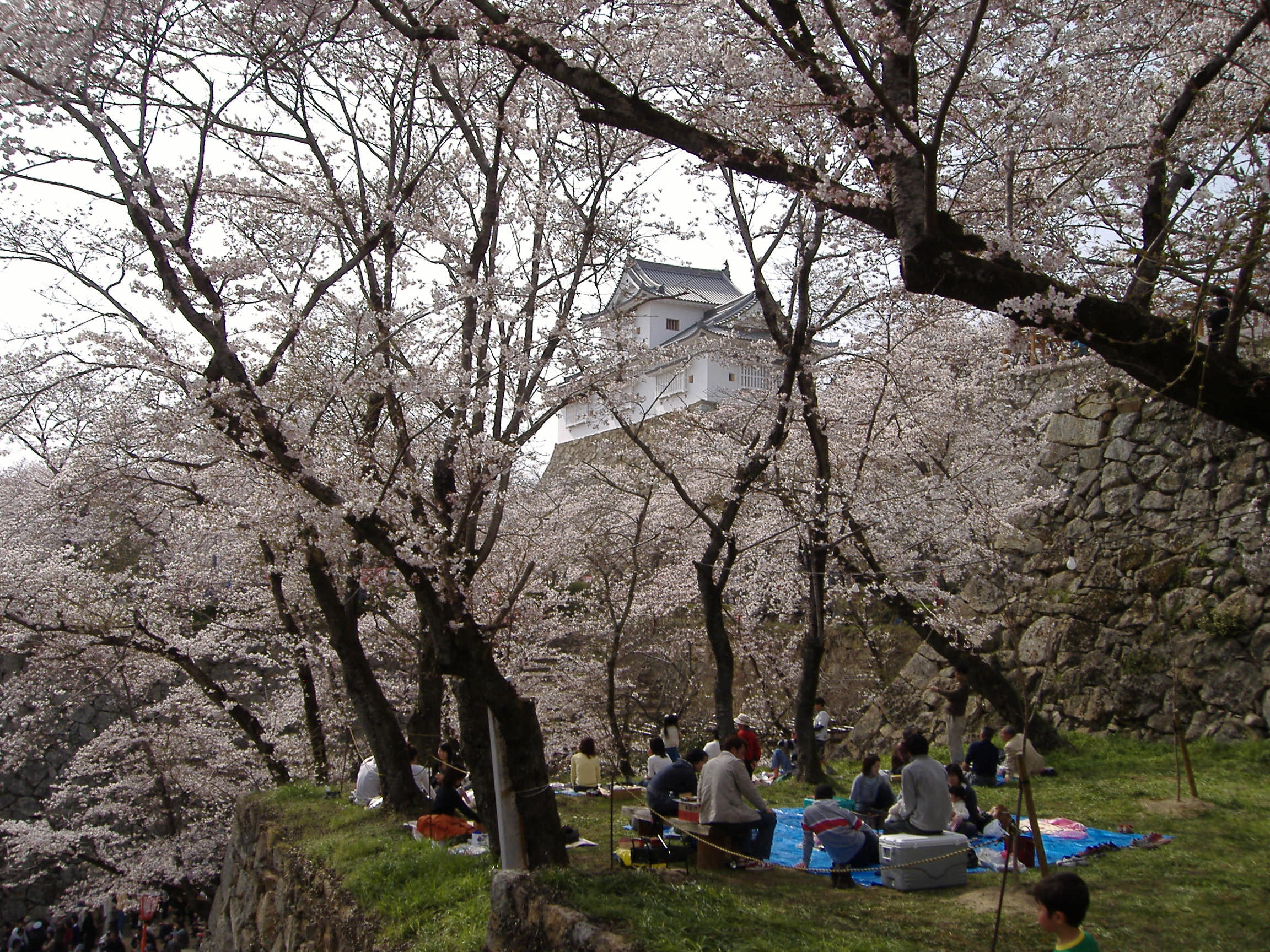
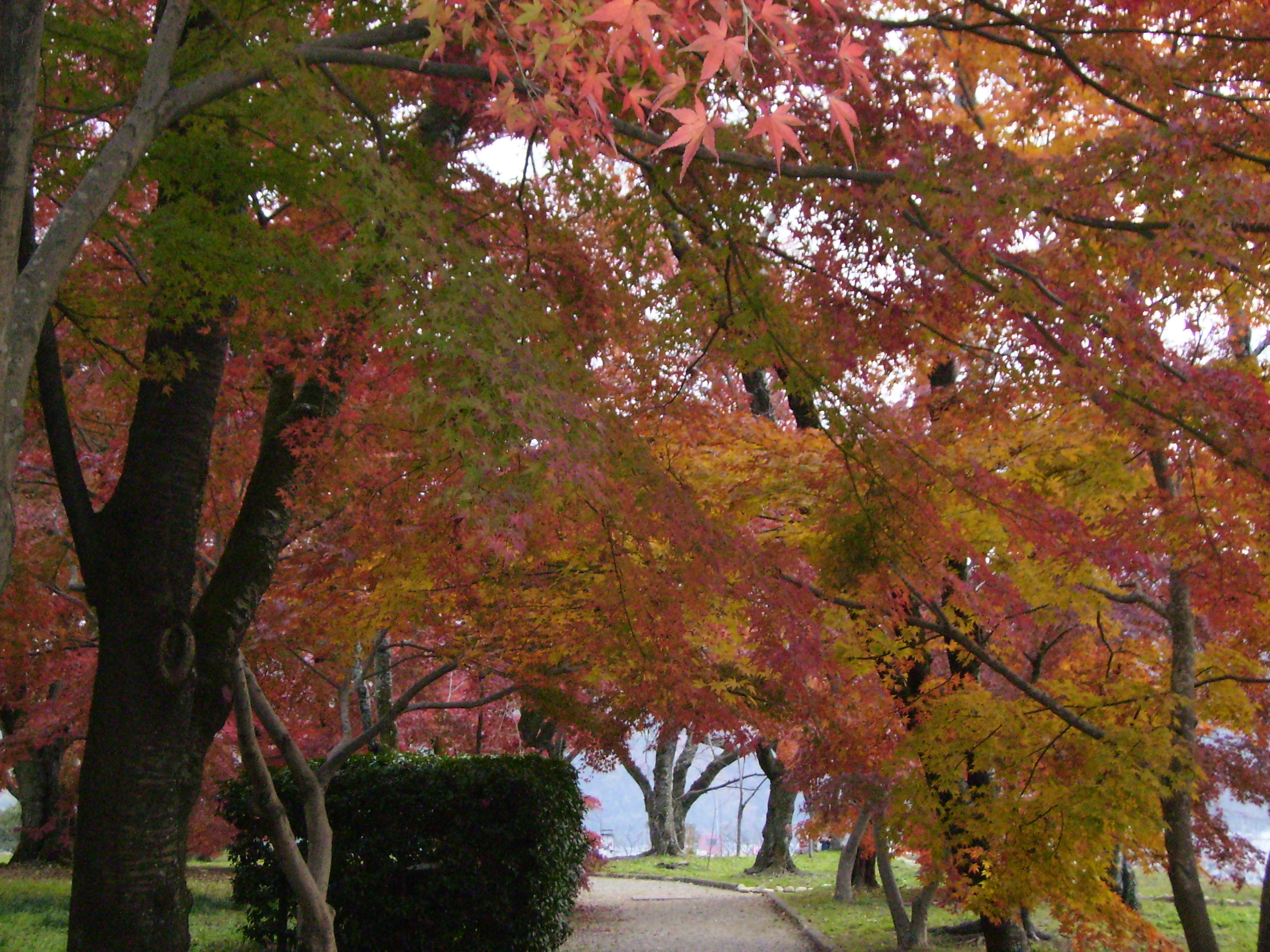
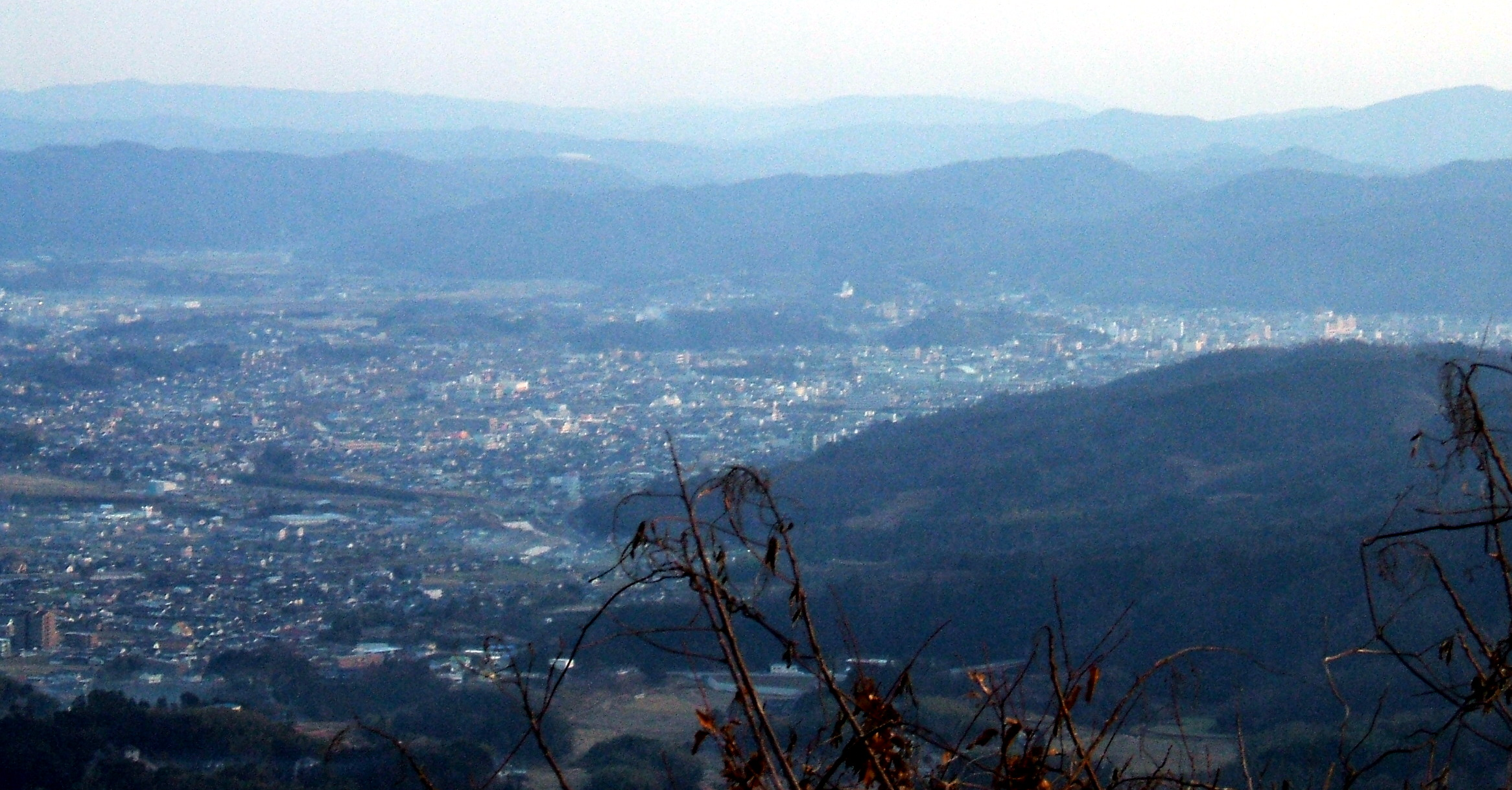
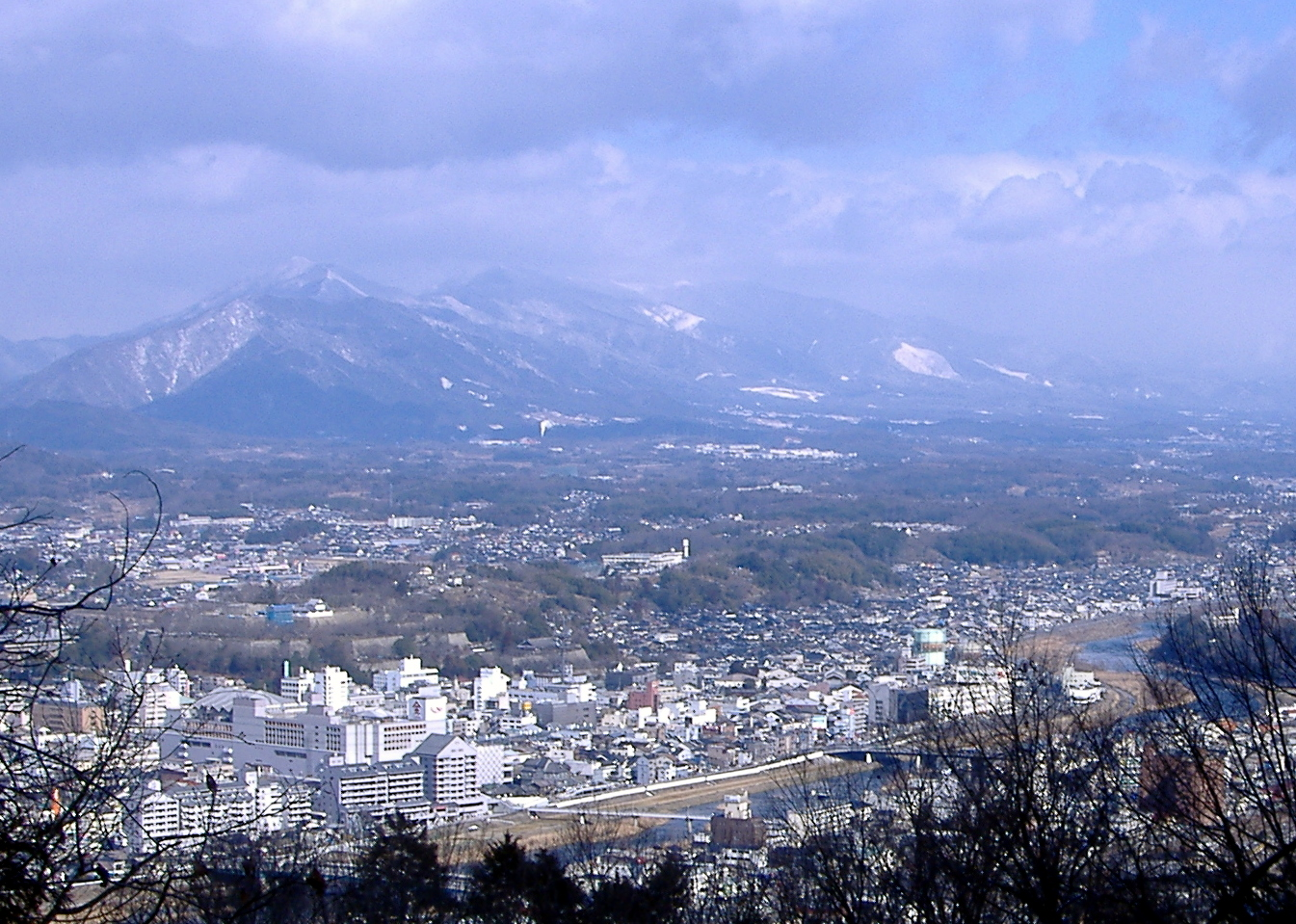
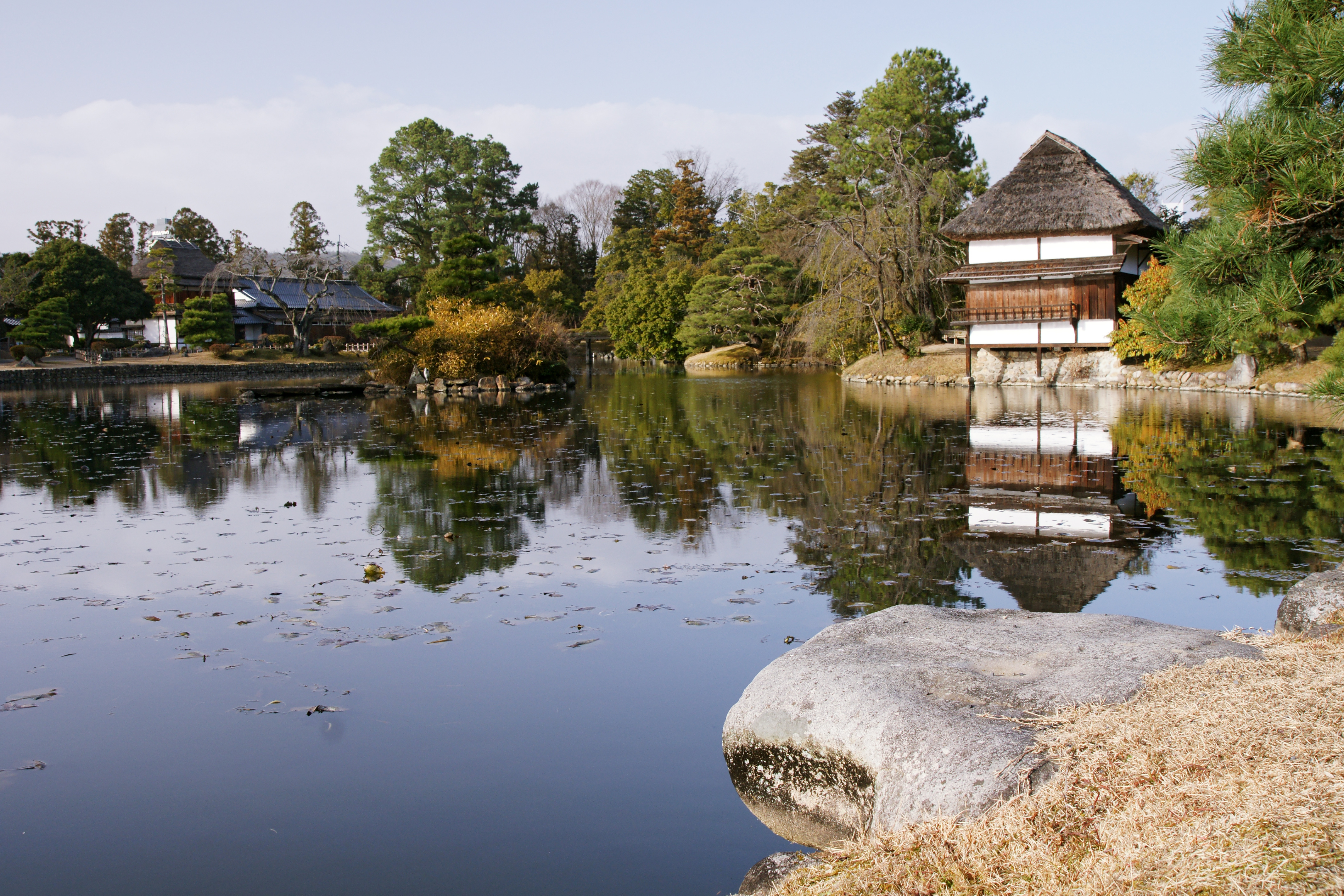